# Novi (Adiguèsia)
Novi - Новый (rus) és un possiólok de la República d'Adiguèsia (Rússia) a la confluència entre els rius Airium i Ulka, a 11 km a l'est de Guiaguínskaia i a 37 km al nord-est de Maikop. Pertanyen a aquest possiólok els khútors de Krasni Khleborob, Progress i Sadovi, i els pobles de Nijni Airium i Obraztsóvoie.